# オリーブアメリカムシクイ
オリーブアメリカムシクイ（Peucedramus taeniatus、オリーブアメリカ虫食）は、スズメ目の1種で、オリーブアメリカムシクイ科 Peucedramidae およびオリーブアメリカムシクイ属 Peucedramus の唯一の種である。
アメリカ合衆国南西部、メキシコからニカラグアまでの中央アメリカに生息する。

## 系統と分類
イワヒバリ科（イワヒバリ属のみ）の姉妹群である。